# ويليام أنطونيو
ويليام أنطونيو (بالإنجليزية: William Antonio)‏ مواليد 15 أغسطس 1975 في سان لويس أوبيسبو، هو لاعب كرة سلة أمريكي سابق. بدأ مسيرته الاحترافية في سنة 1998. اعتزل اللعب في 2013. لعب مع سان ميغيل بيرمن وباوريد تايغرز.